# Eitan Levi
Pour les articles homonymes, voir Levi.
Eitan Levi, né le 10 juin 2000,, est un coureur cycliste israélien.

## Biographie
En 2017, Eitan Levi est sacré champion d'Israël sur route juniors (moins de 19 ans). L'année suivante, il conserve ce titre. Il devient par ailleurs champion national de VTT cross-country. Grâce à ses bonnes performances, il représente son pays aux Jeux olympiques de la jeunesse. 
En 2019, il se classe deuxième du championnat d'Israël sur route espoirs (moins de 23 ans). Il intègre ensuite la réserve de la formation Israel Start-Up Nation en 2020. Avec cette équipe, il termine deuxième de son championnat national chez les élites. Il participe également au Tour de Savoie Mont-Blanc. Cette expérience est toutefois de courte durée. Il quitte l'effectif de l'équipe en 2021 pour se consacrer au VTT. 
Lors de la saison 2023, il s'impose sur le championnat d'Israël de cross-country eliminator. Il participe également aux championnats d'Europe et aux championnats du monde de VTT.

## Palmarès sur route

### Par année
- 2017
  -  Champion d'Israël sur route juniors
  - 2e du championnat d'Israël du contre-la-montre juniors
- 2018
  -  Champion d'Israël sur route juniors
  - 2e étape de l'Apple Race
- 2019
  - 2e du championnat d'Israël sur route espoirs
- 2020
  - 2e du championnat d'Israël sur route

### Classements mondiaux
| Année                                 | 2019  | 2020 | 2021  |
| ------------------------------------- | ----- | ---- | ----- |
| Classement mondial                    | 1509e | nc   | 2718e |
| UCI Europe Tour                       | 1006e | nc   | 1774e |
|                                       |       |      |       |
| Légende : nc = non classéSource : UCI |       |      |       |

## Palmarès en VTT

### Championnats nationaux
- 2018
  -  Champion d'Israël de cross-country juniors
- 2020
  - 2e du championnat d'Israël de cross-country
- 2021
  -  Champion d'Israël de cross-country marathon
  - 2e du championnat d'Israël de cross-country short track
- 2023
  -  Champion d'Israël de cross-country eliminator
  - 2e du championnat d'Israël de cross-country short track
  - 2e du championnat d'Israël de cross-country